# Bandera de Biarritz
La Bandera de Biarriz es el premio de una regata de remo, traineras, que es organizada en Biárriz.

## Historia
Durante el siglo XIX Biárriz fue un centro turístico muy importante en la costa francesa, por ello las regatas de traineras eran un festejo muy importante como en el norte de España. Por esa razón se disputaron regatas desde 1893 hasta 1909, con algún intervalo. En 1893 y 1895 ganó Fuenterrabía y en 1894 Bayona.

## Palmarés
| Edición | Año  | Ganador              | Segundo    | Tercero             |
| *       | 1986 | San Juan             | Zumaya     | San Sebastián       |
| I       | 1993 | Ur-Kirolak           | Donibaneko | Pasajes de San Juan |
| II      | 1994 | Pasajes de San Pedro | Orio       | Donibaneko          |
| IV      | 1995 | Orio                 | Illunbe    | Zumaya              |
| V       | 1996 | Illunbe              | Guetaria   | Santiagotarrak      |

- Notas: En 1986 el Comité de Turismo y Fiestas de Biárriz organizó una prueba piloto y la regata fue patrocinada por la Federación de remo. En 1988 se organizó el I Gran Premio Ayuntamiento de Biárriz y en 1993 nació la Bandera de Biárriz organizada por Ur-Joko y la Federación vasca de remo.

- Datos: Q8241585